# AZON

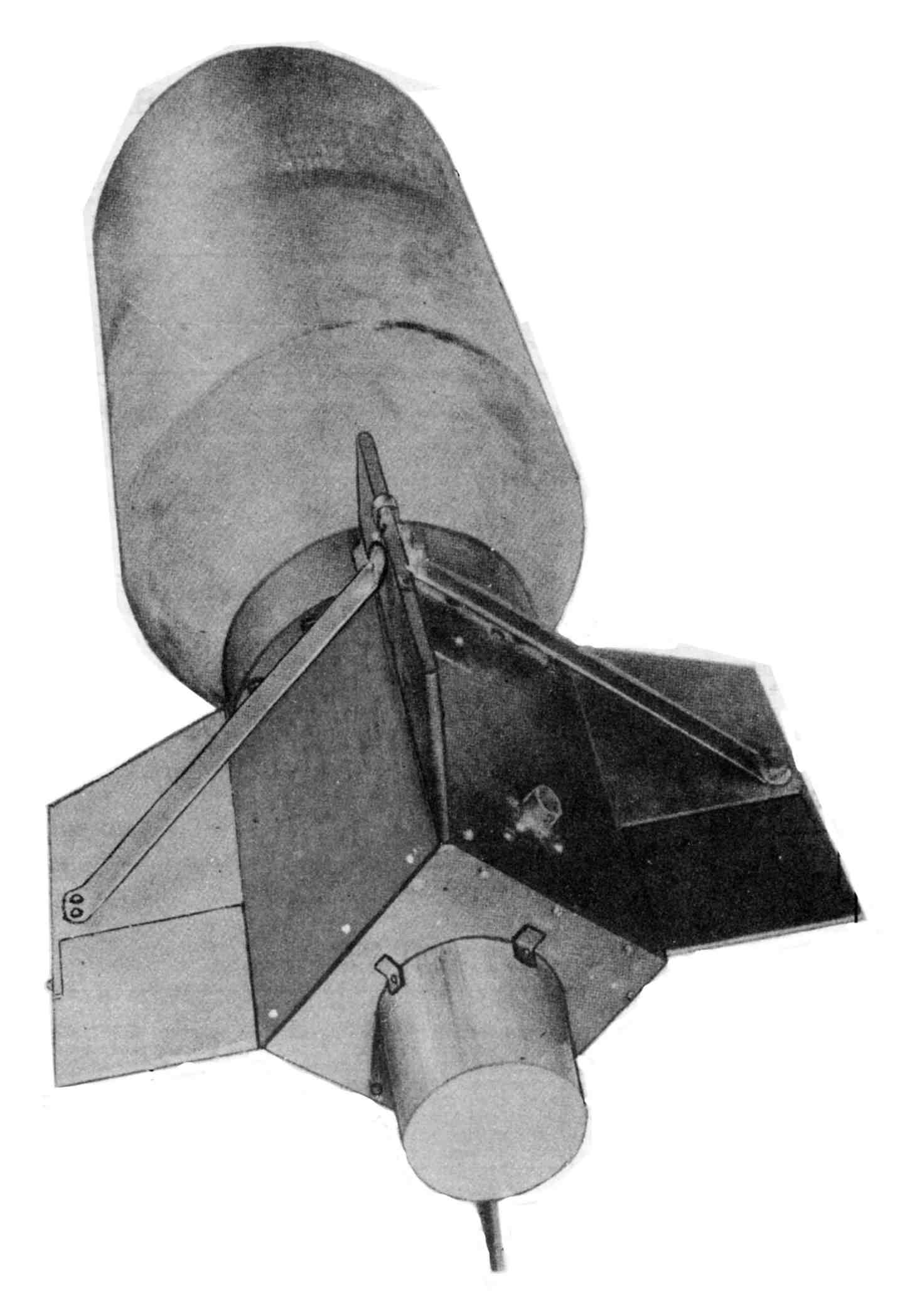

VB-1 AZON ([ˈeɪzɑn] чит. «Э́йзан», акр. от англ. Azimuth Only — «Только азимут») — первая управляемая авиабомба, примененная ВВС США в ходе Второй мировой войны. Использовалась с июля 1944 года. Первая бомба в VB-серии управляемых свободно падающих авиабомб, разработанных во время войны в США. К концу войны снята с вооружения и заменена более совершенной RAZON.

## Устройство
Конструктивно VB-1 представляла собой обычную 450-кг (1000-фунтовую) свободнопадающую авиабомбу, на которой в кормовой части было смонтировано кольцо стабилизаторов, управляемых по радио. Бомба была оснащена гироскопическим автопилотом, для стабилизации на курсе.
Управление бомбой осуществлялось только по азимуту, возможности корректировать курс по дальности не было. Оператор с борта специально модифицированного под эту задачу самолёта-носителя B-24 Liberator направлял полёт бомбы, отслеживая её визуально через бомбовый прицел с помощью джойстика. Для лучшей видимости, на хвосте бомбы была размещена сигнальная вспышка яркостью в 600 тыс. свечей.

## Разработка и производство
Разработка свободнопадающих управляемых авиабомб была инициирована управлением снабжения ВВС Армии США в апреле 1942 года. Контракт на разработку бомбы был предоставлен Массачусетскому технологическому институту, заказ на серийное производство был размещён на заводе компании Union Switch and Signal Company в Суиссвейле, штат Пенсильвания (филиал компании Westinghouse Air Brake Company). Бомба VB-1 была спроектирована в августе 1943 года майором Генри Дж. Рэндом и майором Томасом О. Доннелом. Статус проекта для ВВС был получен 18 февраля 1944 года (армейский индекс — AN-M-65). 21 апреля 1944 года ВМС начал собственный проект проработки модифицированного варианта бомбы AZON под названием Dove («голубь», армейский индекс — ASM-N-4 Dove), которая позаимствовала общий дизайн, автопилот и ряд других конструктивных решений у исходной модели. После того, как от вышестоящих инстанций было получено добро на применение бомб на фронте, по распоряжению контр-адмирала Луиса де Флореза начались работы по созданию тренажёра отработки навыков прицельного бомбометания для подготовки лётного состава. Тренажёр был разработан и изготовлен компанией Harvey Radio Laboratories, Inc. в Кембридже, штат Массачусетс, испытания и доводку которого взяли на себя специалисты полевой экспериментальной станции МИТ.
Несколько позднее, была разработана 900-килограммовая версия AZON под названием VB-2, но она не производилась в больших количествах.
Бомбы были запущены в серийное производство в 1943 году.

## Применение
Бомбы AZON развертывались в Европе с лета 1944 года. Их основным оператором была 458-я бомбардировочная группа. Из-за технических особенностей бомбы — отсутствия наведения по дальности — её применение было оптимально лишь против достаточно протяженных целей, таких как мосты. В попытке исправить этот недостаток, ВВС США практиковали сброс одновременно нескольких бомб, настроенных на один канал управления и контролировавшихся оператором как одна бомба — но из-за случайных смещений отдельных бомб, результаты были не слишком лучше сброса одной AZON.
Первая успешная атака с применением AZON состоялась 14 июня 1944 года, против моста Ham-Sur-Somme. 7 из 15 участвовавших в атаке B-24 поразили мост 5 бомбами без потерь. Бомбы сравнительно широко применялись против мостов в Европе и в Бирме в 1944—1945 году. Результаты применения бомбы были сравнительно хороши для столь несовершенного оружия — так во время операций в Бирме, бомбардировщикам 493-го бомбардировочного эскадрона потребовалось всего около 500 AZON чтобы разрушить 37 стратегических мостов, хорошо защищённых зенитной артиллерией.
По итогам боевого применения на Китайско-Бирманско-Индийском театре военных действий (главным образом, по объектам в Бирме) из 50 успешных бомбовылетов с задачей уничтожения железнодорожных мостов противника экипажи бомбардировщиков, оснащённых AZON, добились результатов — 35 прямых попаданий, в 15 случаях из которых попадание завершилось полным разрушением объекта. Расход бомб составил половину от бомбовой нагрузки самолётов, экипажи которых, выполнив задачу-минимум и задачу-максимум продолжили полёт над территорией противника в режиме свободного поиска целей.
К концу войны, бомбы начали сниматься с вооружения в пользу гораздо более совершенной RAZON, но последняя не успела принять участие в боевых действиях.